# Wheatland (Indiana)
Wheatland è un comune degli Stati Uniti d'America, situato nello Stato dell'Indiana, nella contea di Knox.